# Lakeland Loggerheads
Die Lakeland Loggerheads waren eine US-amerikanische Eishockeymannschaft in Lakeland, Florida. Das Team spielte in der Saison 2003/04 in der World Hockey Association 2. 

## Geschichte
Die Mannschaft wurde 2003 als Franchise der erstmals ausgetragenen World Hockey Association 2 gegründet. Die Mannschaft wurde nach der unechten Karettschildkröte (engl. loggerhead) benannt. In ihrer einzigen Spielzeit belegten die Loggerheads den sechsten und somit letzten Platz der WHA2 nach der regulären Saison. Dadurch verpassten sie die anschließenden Playoffs. Als die Liga schon nach einem Jahr wieder aufgelöst wurde, stellten auch die Loggerheads den Spielbetrieb ein.         

## Saisonstatistik
Abkürzungen: GP = Spiele, W = Siege, L = Niederlagen, T = Unentschieden, OTL = Niederlagen nach Overtime SOL = Niederlagen nach Shootout, Pts = Punkte, GF = Erzielte Tore, GA = Gegentore, PIM = Strafminuten
| Saison  | GP | W  | L  | T | OTL | SOL | Pts | GF  | GA  | Platz    | Playoffs           |
| 2003/04 | 58 | 13 | 38 | — | 4   | 3   | 33  | 181 | 295 | 6., WHA2 | nicht qualifiziert |

## Team-Rekorde

### Karriererekorde
Spiele: 57  Chris Cerrella
Tore: 28  Joe Seroski
Assists: 34  Jeff Glowa
Punkte: 51  Joe Seroski
Strafminuten: 284  Curtis Sayler